# Frauke Grittner
Frauke Grittner (* 1970 in Aurich) ist eine deutsche Bildungswissenschaftlerin und Hochschullehrerin.

## Leben
Frauke Grittner wuchs in Ostfriesland auf. Nach dem Abitur nahm sie 1992 an der Universität Hildesheim ein Studium für das Lehramt an Grund- und Hauptschulen in Niedersachsen mit den Fächern Sachunterricht, Deutsch, Biologie und Mathematik auf, das sie 1996 mit der 1. Staatsprüfung und Erweiterungsprüfung für das Fach Biologie abschloss. Anschließend absolvierte sie von 1996 bis 1998 in Braunschweig das Referendariat, das sie mit der 2. Staatsprüfung abschloss. 1998 begann sie ein Ergänzungsstudium der Erziehungswissenschaft, das sie 2002 mit dem Diplom beendete. Danach arbeitete sie als wissenschaftliche Mitarbeiterin an den Universitäten Hildesheim, Berlin und Augsburg und begleitete sie Studierende des Grundschullehramtes. Am 1. April 2011 ernannte sie die Universität Kassel zur Professorin für Grundschulentwicklung und Integrativen Sachunterricht. Seit 2021 leitet sie das Regionale Pädagogische Zentrum der Ostfriesischen Landschaft in Aurich, der das Land Niedersachsen die regionale Lehrerfortbildung für Ostfriesland übertragen hat.